# Tamagotchi
Tamagotchi (jap. たまごっち) – elektroniczna zabawka zaprojektowana w Japonii przez Akihiro Yokoi oraz Aki Maitę. Została wydana przez firmę Bandai 23 listopada 1996 roku w Japonii, a w Polsce w 1997 roku. Zabawka w kształcie jajka, jest wyposażona w trzy przyciski oraz wyświetlacz ciekłokrystaliczny. Urządzeniem steruje prosty, czterobitowy mikroprocesor. Celem gry jest opieka nad wirtualnym zwierzątkiem. Wykonywanie dostępnych podczas rozgrywki czynności pozwala przeżyć wirtualnemu stworzeniu. Rosnąca popularność gry zaowocowała pojawieniem się wielu falsyfikatów. Sprzedaż w 2010 roku wyniosła ponad 76 milionów sztuk, zaś w 2017 roku ponad 82 milionów. 

## Wersje

### Oryginalne Tamagotchi

#### Pierwsza generacja (P1, Gen 1)
Pierwsza generacja Tamagotchi została wydana w 1996 roku. Oferowana przez nią rozrywka sprowadza się do karmienia, ważenia, leczenia podopiecznego, zabawy z nim oraz sprzątania jego odchodów. Wirtualny podopieczny potrzebował odpowiedniej opieki i należało poświęcać mu odpowiednią ilość czasu.

#### Druga generacja (P2, Gen 2)
Druga generacja, wydana w 1997 roku, niewiele różni się od poprzedniej. Dodano nową minigrę i bohaterów. W menu zmieniono ikonę opcji leczenia – w P1 jest to strzykawka, w P2 – butelka z lekarstwem i łyżka.

### Tamagotchi Connection/Connexion

#### V1
Wersja V1, wydana w 2004 roku, zapoczątkowała nową serię Tamagotchi Connection (w USA) lub Connexion (w Europie). Główną zmianą w stosunku do pierwowzoru było dodanie transmisji podczerwieni. Wprowadziło to możliwość interakcji między dwoma urządzeniami, dzięki której można było zapoznawać ze sobą swoich podopiecznych. Zamiast 8 ikon dostępnych jest 10 – pojawiła się ikona podczerwieni oraz książka adresowa, czyli lista urządzeń, z jakimi gracz się już łączył. Zmianie uległ system dyscypliny – podopiecznego można nie tylko karać, ale i pocieszać. Wprowadzono także różne płci stworzeń. W konsekwencji mogły się one rozmnażać, a każde kolejne pokolenie to rozpoczęcie rozgrywki od nowa. Możliwość rozmnażania odróżnia serię Connection od pierwszych Tamagotchi, w których tę samą postać hodowano aż do jej śmierci.

#### V2
Wydana w 2005 roku, jako pierwsza posiada właściwą dla świata Tamagotchi walutę – Punkty Gotchi, które zdobywa się za udział w każdej z czterech dostępnych gier. Można je później wydać, kupując jedzenie lub zabawki w specjalnym sklepiku. Sklep jest również miejscem, które umożliwia wprowadzenie tajnych kodów – specjalnej kombinacji przycisków. Dzięki temu można zdobyć przedmioty niedostępne w zwykłej sprzedaży. W V2 można wyhodować 51 różnych postaci – dwie rasy niemowląt, cztery dzieci, dziesięć nastolatków i trzydzieści pięć dorosłych.

#### V3
Wydana w 2005 roku. Pierwsza wersja Tamagotchi oficjalnie wydana w Polsce. Nowością była możliwość odwiedzania Tamatown – internetowego świata Tamagotchi, w którym zwierzak mógł się bawić, kupować ubrania i jedzenie w zróżnicowanych sklepach, podróżować, oglądać filmy, uczyć się i wykonywać wiele innych aktywności. Wersja zawiera 52 dostępne postacie. Najbardziej znanymi są Mametchi, Mimitchi, Memetchi i Kuchipatchi. Version 3 jest też pierwszą formą zabawki, która miała wbudowaną antenę. Wersja V3 Tamagotchi posiada możliwość łączenia się przez podczerwień z innymi V3, jak też i starszymi wersjami. Po połączeniu z tą samą wersją urządzenia, użytkownik ma do wyboru opcje:
- Game – Tamagotchi będą wspólnie grały i wygrany zdobędzie punkty Gotchi.
- Present – jeden z Tamagotchi odwiedzi drugiego i da mu prezent. Czasami uprzednio np. patrzą na zachód słońca. Jeśli Tamagotchi są dorosłe i są życiowymi partnerami, to mogą się całować podczas oglądania zachodu.
- Visit – wizyta: Tamagotchi bawią się, tańczą lub wybierają się na plac zabaw.

Przy połączeniu dwóch różnych wersji za pomocą opcji Others, opcja interakcji wybiera się automatycznie. W tej wersji gry można sprawdzić wagę, imię, płeć oraz czy stworek jest najedzony i szczęśliwy. Z tyłu zabawki zaimplementowano mały guzik, służący do rozpoczęcia zabawy od nowa.

#### V4 (JinSei)
W tej wersji dodano nowe postacie i nowe rodzaje jedzenia. Specjalne postacie dla tej wersji to Makiko, Tensaitchi i Nonbritchi. Od tej wersji tamagotchi mogą chodzić do przedszkola, szkoły, a później pracy. Zamiast ikony światła jest ikona poczty, poprzez którą przychodzą listy:
- Listy – gwiazdki – użytkownik posiadający 3 gwiazdki przy worku Gotchi-Punktów grając w gry, dostaje 100 GP więcej. 3 gwiazdki przy serduszku oznaczają, że przy łączeniu się z innym Tamagotchi jego stopnień miłości wzrośnie o jeden lub dojdzie do odwiedzin Króla Tamagotchi (patrz: list zwykły). Jeśli 3 gwiazdki pojawią się przy ludziku ze sztangą, Tamagotchi przez najbliższy czas będzie odporne na choroby.
- List zwykły – otwierając ten list, można spotkać Króla Tamagotchi, który może ofiarować prezent albo Gotchi-Punkty lub złodzieja, który kradnie Gotchi – Punkty. List może zawierać też kupę, węża lub serduszko.
- List specjalny (oznaczony wykrzyknikiem) – w listach tego typu znajdują się ważne informacje dotyczące życia Tamagotchi (np. przyjęcie do przedszkola, szkoły lub pracy).

W tej generacji można zebrać niecałe sto tysięcy Gotchi – Punktów (99 999). Do opcji, w której znajdują się ogólne informacje o Tamagotchi dodano nowy parametr zwany Life Points (punkty życiowe). To w nim znajdują się informacje o tym jakie jest Tamagotchi: czy jest inteligentne, szykowne, czy może uprzejme. To od tych punktów zależy przyjęcie do pracy. Również od liczby punktów zależy dojrzewanie Tamagotchi. Dzięki punktom inteligencji Tamagotchi będzie należeć do rodziny Mame, za punkty artystyczne do rodziny Meme, a przez punkty przyjaźni do rodziny Kuchi. Tak jak i w starszych wersjach Tamagotchi wersji 4 mogą komunikować się zarówno ze starszymi, jak i nowszymi modelami.

#### V4.5 (JinSei+, 4+)
Podobna do wersji czwartej, jednak dodano nowe gry, postaci, zawody i zmieniono punkty życiowe (Life Points). Zamiast punktów inteligencji są punkty humoru, zamiast punktów szyku – punkty urody, a na miejsce punktów uprzejmości weszły punkty miłości.
Postacie z tej wersji są ze świata Ura, to znaczy, że stworki z V3 i V4 przeszły modyfikację, np. Mametchiemu dorobiono ogon, Kuchipatchiemu róg, a Memetchiemu – skrzydła. Zmienił się im także wygląd np. Zukyutchi w wersji 4 miał czarne pasmo na głowie, zaś w V4.5 znalazła się UraZukyutchi z ogonem i czerwonym wzorkiem. Również zmieniły się płci różnych Tamagotchi np. Debatchi i Zukyutchi w V4 byli chłopcami, a w V4.5 UraDebatchi i UraZukyutchi to dziewczynki. Odpowiedniki:
| Postać w v4/EnTama   | Odpowiednik w 4.5/UraTama                                                                   | Różnica wyglądu |
| -------------------- | ------------------------------------------------------------------------------------------- | --- |
| Mametchi             | UraMametchi                                                                                 | Ogon |
| Memetchi             | UraMemetchi                                                                                 | Skrzydła |
| Kuchipatchi          | UraKuchipatchi                                                                              | Róg i kolor policzków |
| Violetchi/Furawatchi | UraVioletchi/UraFurawatchi, Młoda UraVioletchi/Młoda UraFurawatchi (odpowiednik nastolatka) | UraVioletchi – Skrzydła Motyla, czułki i inny kolor nektaru, Młoda UraVioletchi – Skrzydła Motyla i tulipany zamiast uszu |
| Młody Mametchi       | Młody UraMametchi                                                                           | Ogon |
| Młoda Memetchi       | Młoda UraMemetchi                                                                           | Skrzydła |
| Debatchi             | UraDebatchi (odpowiednik dziewczęcy)                                                        | Róg |
| Marotchi             | Młoda UraMarotchi (odpowiednik nastolatka)                                                  | Inna fryzura, spinka i nogi                                                                                               |
| Yattatchi            | UraYattatchi, Młoda UraYattatchi (odpowiednik nastolatka)                                   | UraYattatchi – kolor skóry i rogi, Młoda UraYattatchi – rogi                                                              |
| Zukyutchi            | UraZukyutchi (odpowiednik dziewczęcy)                                                       | Kolor włosów, kolor tułowia, kształt uszu i ogon                                                                          |
| Togetchi             | UraTogetchi                                                                                 | Skrzydła nietoperza, piórko na głowie i paski na uszach                                                                   |
| Mameotchi            | UraMameotchi                                                                                | brak różnic |
| Mamekotchi           | UraMamekotchi                                                                               | brak różnic |
| Memeotchi            | UraMemeotchi                                                                                | brak różnic |
| Memeputchi           | UraMemeputchi                                                                               | brak różnic |
| Kuchiotchi           | UraKuchiotchi                                                                               | brak różnic |
| Kuchikotchi          | UraKuchikotchi                                                                              | brak różnic |
| Otokitchi            | UraOtokitchi                                                                                | brak różnic |
| Ojitchi              | UraOjitchi                                                                                  | brak różnic |
| Oyajitchi            | UraOyajitchi                                                                                | brak różnic |

Europejską nazwą wersji 4.5 jest Jinsei+ lub 4+ (na opakowaniu widnieją oznaczenia Jinsei+ i V4). Niektóre z europejskich modeli posiadają niezmienioną w stosunku do V4 antenkę – zakończoną kulką. W niektórych jednak, podobnie jak we wszystkich modelach wersji amerykańskiej i japońskiej, antenka zakończona jest gwiazdką. W wersji V4.5 są czasem takie same postaci jak w wersji V4, ale mają inne upodobania czy charaktery.

#### V5 (Familitchi)
Można ją było kupić w większości krajów Europy (m.in. w Wielkiej Brytanii, Niemczech, Francji, Polsce, Włoszech, Holandii, Portugalii, Hiszpanii), Japonii, Stanach Zjednoczonych, Azji i Australii.
Nowością w zabawkach z tej serii jest możliwość opiekowania się trzema stworkami naraz – całą rodziną Tamagotchi, stąd nazwa Familitchi (od angielskiego Family – Rodzina). Dodano nowe przedmioty, jedzenie i nową funkcję – możliwość oglądania telewizji. W telewizji dostępne są 3 kanały:
- TV shopping – tu możemy kupić rzeczy dla swojego Tamagotchi (czasami zdarzają się wyprzedaże).
- Dating show, w którym swatka, pani Busybody, znajduje Tamagotchi partnera, z którym będzie mógł wziąć ślub (opcja dostępna dwie doby po zmianie w dorosłego, po uaktywnieniu z kanału można korzystać 3 razy na dzień).
- Travel Show, który zastąpił funkcję Pause.

W tej wersji nie ma ograniczeń co do ilości zgromadzonych przedmiotów. Zrezygnowano z dostępnych w wersjach 4 i 4.5 funkcji poczty, pracy i szkoły. Dzięki wielu nowym animacjom zabawa staje się jeszcze ciekawsza. Hodować możemy 65 całkiem nowych postaci. Utworzone zostało też nowe internetowe miasto Tamagotchi – TamaExpo podzielone na świat Tamagotchi i kontynenty (Japonia, Ameryka Północna, Europa i Azja). Wciąż możemy łączyć się z innymi Tamagotchi przy użyciu podczerwieni, jednak tym razem funkcja ta została ograniczona do połączeń tylko z wersją V5, Celebrity V5 i Music Star V6 – ze starszymi się to nie uda. Warto też dodać, że japońskie modele Familitchi posiadają kluczyk zamiast antenki, wersja amerykańska ma antenkę w kształcie daszku i kółko do kluczy, australijska kluczyk i antenkę, zaś wersja europejska (Connexion) ma oprócz antenki breloczek z jedną z postaci.

#### Odejście
W v5 – Tamagotchi, którym nie opiekowano się należycie, powraca na Tama Planet. Przed odejściem całuje się z innymi tamagotchi, które nie odchodzą. Jednakże tamagotchi, które odejdzie, już nigdy nie powraca. W v3, v4, v4.5 – Tamagotchi choruje i po jakimś czasie umiera z zaniedbania.

#### V5.5 (Celebrity V5, V5+, Familitchi Plus, Celebrity Familitchi)
W Ameryce wydana jako zmieniona Celebrity V5, na opakowaniu australijskim widnieje jednak oznaczenie V5.5. W Japonii jej odpowiednik ukazał się pod nazwą Royal FamiTama. Różnicą między nią a zwykłą V5 jest korona na breloczku – kluczyku. Występują ulepszenia Tamagotchi V5, nowe gry i nowe postacie. Można zdobywać rodziny modeli, sportowców, paparazzi, a nawet królewską rodzinę. 
Wersja ta jest bardzo podobna do Royal FamiTama, jednak nie jest identyczna – zawiera np. aż 6 gier. Oprócz zabawki w opakowaniu wersji amerykańskiej znajduje się CD z grami, tapetami, wygaszaczami ekranu i krótkimi animacjami. Wyglądem prawie nie różni się od V5 – można ją poznać wyłącznie po charakterystycznych dla niej wersjach kolorystycznych. Wersja australijska nie zawiera CD i wygląda tak, jak australijskie V5, czyli oprócz antenki ma breloczek – kluczyk.

#### V6 (Music Star)
W Ameryce wydana pod nazwą Tamagotchi Music Star, oznaczenie V6 znajduje się tylko na opakowaniu wersji australijskiej. Innowacją w stosunku do poprzednich edycji jest możliwość założenia zespołu muzycznego, występowania na scenie i posiadania własnych fanów. Jeżeli nie uda nam się za pierwszym razem przejść eliminacji do pierwszego debiutu, będziemy występować na ulicy. Dostępnych jest ponad 20 instrumentów muzycznych, 8 nowych gier i 40 postaci. Tamagotchi jak w wersji 4 i wersji 4.5 chodzi do przedszkola, szkoły (muzycznej) i do pracy przy zbieraniu owoców lub wybieraniu właściwych ciastek (Praca z v4.5). Może także chodzić do wytwórni płytowej, aby nagrać utwór. Utworzone zostało także nowe Tamatown ze specjalnymi muzycznymi grami. Premiera amerykańska odbyła się w okolicach Bożego Narodzenia. W Wielkiej Brytanii V6 ukazało się w styczniu, a w Australii – w lutym 2009. Dostępne wersje kolorystyczne w Ameryce to: Rock City, Techno Sound, Pop Star, Glam Rock, Rising Star, Scarlet Rythm, a także nowe wzory: Disco Lights, Feel the Beat, Lullaby, Rock n Star, Sound Blast oraz Symphony

#### Tamagotchi Friends
Tamagotchi Friends to nowa wersja wydana w 2014, oferuje możliwość połączenie się z innymi tamagotchi z tej samej serii.

### Wersje japońskie

#### Tamagotchi Plus Color
Wersja japońska została wydana 22 listopada 2008. Można zobaczyć ją na oficjalnej japońskiej stronie Tamagotchi. Nowością był kolorowy, podświetlany wyświetlacz. W wersjach testowych, wyprodukowanych 27 września 2008, nowe funkcje to m.in. pory roku, spacer, prysznic, hodowla drzewek, zmiana wyglądu domku. Dostępnych jest ok. 25 postaci, w większości znanych z poprzednich wersji. Zabawka zasilana jest dwiema bateriami AAA, więc jest znacznie grubsza niż poprzednie wersje.
| szerokość | 55 mm   |
| wysokość  | 65,8 mm |
| grubość   | 28 mm   |
| masa      | 70 g    |

#### Hexagontchi
Tamagotchi zostało wydane w Japonii. „Ulepszona” wersja Plus Color różni się tylko charakterystycznymi wersjami kolorystycznymi oraz tym, że jest w niej dostępny quiz.

#### EnTama
Tamagotchi zostało wydane w Japonii. Tamagotchi V4 jest jego europejskim odpowiednikiem. Nowości to możliwość posłania Tamagotchi do przedszkola, szkoły i pracy. Wprowadzone zostały również punkty życiowe (takie same są w v4). Mają wpływ na rozwój naszego Tamagotchi.

#### UraTama
Również zostało wydane w Japonii. Jest to japoński odpowiednik V4+ (Jinsei+). W UraTama jest inne miasto (UraTown) inne gry, inne przedszkole i przedszkolanka, inna szkoła i nauczyciele (m.in. Gorripatchi) i możliwość gotowania. W UraTama są same postacie Ura, które spotkacie również w V4+.

#### FamiTama
Tamagotchi zostało wydane w Japonii. Japoński odpowiednik V5. Prawie nie różni się od V5. Także można tam opiekować się tamagotchi. Ten model nie posiada anteny, tylko breloczek-kluczyk.

#### Royal FamiTama
Tamagotchi zostało wydane w Japonii. Japoński odpowiednik V5.5 nie jest identyczny, bo ma 4 gry, a V5.5 ma 6. Podobne do FamiTama, różni się tylko koroną na breloczku-kluczyku.

## Funkcje
- Karmienie – do dyspozycji użytkownika jest kilka potraw oraz przekąski i słodycze. To, czy i jak bardzo Tamagotchi jest głodny, widoczne jest na wyświetlaczu. Użytkownik podejmuje decyzję czym go nakarmić. Słodkie potrawy poprawiają humor, ale mogą przynieść negatywne konsekwencje takie jak nadwaga czy ból zębów.
- Zakupy – wirtualny sklep, w którym można nabyć potrawy i przekąski, zabawki, gadżety i niespodzianki. Płaci się za nie punktami zdobytymi w grach.
- Sprzątanie – Tamagotchi dba o higienę sam, jednak to użytkownik podejmuje decyzję o dbaniu o otoczenie.
- Gry i zabawy – użytkownik, grając w proste gry, poprawia humor Tamagotchi, a także zbiera punkty do sklepu. W wersjach V4 i V4.5 zdobywało się w ten sposób punkty życiowe i zwierzątko chudło. W większości wersji funkcja zabawy dostępna jest pod ikoną pałki i piłki, w V6 jest to ikona z nutkami.
- Leczenie – możliwość leczenia Tamagotchi, gdy ten sygnalizuje jakąś dolegliwość.
- Komunikacja – możliwość połączenia dwóch urządzeń Tamagotchi za pomocą podczerwieni. Zwierzątka potrafią nawiązać kontakty, przyjaźnie, a nawet zakochać się w innym Tamagotchi, co może prowadzić do uzyskania potomstwa, które jest zapisywane na specjalnym drzewie genealogicznym. Zwierzaki mogą odwiedzać się, przynosić sobie upominki i bawić się razem.
- Internet – umożliwia wizytę w TamaTown dzięki kodowi widocznemu w jajku. Po zalogowaniu się użytkownik może odwiedzić centrum handlowe i zrobić duże zakupy (kupione rzeczy pojawią się na wyświetlaczu naszego Tamagotchi), pójść do kina i obejrzeć jeden z aktualnie wyświetlanych filmów, odwiedzić salon gier, by wygrać upominki, a nawet zwiedzić świat, korzystając z ofert biura podróży.
- Sen – dzięki wbudowanemu zegarowi Tamagotchi odróżnia dzień od nocy i wie, kiedy powinien pójść spać. Użytkownik musi zgasić światło, gdy Tamagotchi śpi. Funkcja gaszenia światła jest dostępna tylko w wersjach 1-3 i Music Star (ale tylko wyłączanie).
- Praca – Tamagotchi w wersji 4 i 4.5 chodzi do przedszkola, szkoły podstawowej, a jako osoba dorosła – rozpoczyna pracę. Gdy dorośnie, pojawiają się opcje tematycznych gier związanych z wykonywanym przez niego zawodem, których wyniki będą miały wpływ na wysokość zarobków oraz ilość punktów życiowych. Po nieobecności w V5 i V5.5, funkcja powróciła w V6.
- Poczta – ciasteczka szczęścia, jakie otrzymuje Tamagotchi, są pełne niespodzianek. Funkcja otrzymywania listów jest dostępna tylko w wersji 4,4.5 i Music Star, a także Tamagotchi Friends.
- Książka telefoniczna – zawiera listę przyjaciół Tamagotchi oraz historię jego rodziny. Opcja dostępna w wersjach Connection/Connexion.
- Kuferek – zawiera pamiątki i przedmioty. Opcja dostępna tylko w V5, V5.5, V6 i w Tamagotchi Plus Color.
- TV – dostępne są trzy kanały – telezakupy, kanał randkowy i podróżniczy. Opcja dostępna tylko w V5 i V5.5.
- Prysznic – Tamagotchi może się umyć. Ta funkcja dostępna jest w Tamagotchi Plus Color. W wersji Tamagotchi Friends stworki potrafią myć się same.
- Drzwi – nowa funkcja, dzięki której Tamagotchi wychodzi do miasta lub do sklepu, dostępna w Tamagotchi Plus Color, Hexagontchi, ID; w V6 jest to ikona poczty bądź nauki (szkoła, przedszkole itp.).

Użytkownik może też wysłać punkty królowi, który może się odwdzięczyć. Wersja dostępna w V3, V4, V4.5 i V5

## TamaTown
Tamatown to internetowa gra o tematyce Tamagotchi, stworzona na potrzeby wersji Connection/Connexion V3. Podczas rozwoju zabawki również TamaTown uległo zmianom:
- Tamatown V3 – jest to pierwsze TamaTown w historii Tamagotchi. Można tu kupować prezenty, zabawki, jedzenie, a także zagrać w wiele gier opartych na życiu Tamagotchi.
- Tamatown V4/V4.5 (Jinsei/Jinsei+) – bardzo podobne do miasta dla V3, ale do zabawy potrzebne jest specjalne hasło logowania umieszczone w Tamagotchi. Poprzez gry można zdobywać punkty, pamiątki, prezenty. Dodano kilka wiele nowych miejsc. Aby wyniki zabawy zostały zapisane w Tamagotchi, należy zastosować hasło wylogowania.
- Tamagotchi & Earth Expo – najnowsza odsłona TamaTown – znajduje się ono na wyspie i zawiera zupełnie nowe gry. Niektóre z nich są o tematyce edukacyjnej, np. ekologicznej. Tym razem używamy haseł logowania/wylogowania bezpośrednio przed i po każdej grze.
- Music City – wymaga rejestracji, nie trzeba mieć zabawki Music Star ani Tama-Go, aby grać w gry. Zmiany to: Chat, Apartament, Itemy. Można spotykać przyjaciół, jednak na razie nie wszystkie miejsca są dostępne.
- Tamagotchi Plus Color, Hexagontchi, ID – TamaTown jest wbudowane w Tamagotchi.

## Antenki
- V1, V2, FamiTama, Royal FamiTama, Music Star (V6), Tamagotchi+Color – te wersje nie posiadają antenki.
- V3 – prosta antenka połączona z obudową Tamagotchi.
- V4 (JinSei), EnTama – antenka zakończona kulką.
- V4.5 (JinSei+), UraTama – antenka zakończona gwiazdką, w europejskiej wersji niektóre modele zakończone są także kulką.
- V5 (Familitchi) / Celebrity V5 – antenka zakończona daszkiem, przypominająca komin.

## Postacie
Tamagotchi to stworzenia podobne do zwierząt, roślin lub przedmiotów. Nie posiadają imion (Debatchi, Zukyutchi, Mametchi itp. to nie imiona, lecz rasy). Początkowo Tamagotchi jest jedynie jajkiem (w kropki, serduszka, paski lub z nutką), po minucie wykluwa się z niego niemowlę, po godzinie zmienia się w dziecko, po jednym lub dwóch dniach przekształca się w nastolatka, po trzech lub czterech dniach dorasta, a po dziesięciu - staje się staruszkiem.

## Zabawki podobne do Tamagotchi
- Infrared (lub Infrarot) Tama – gry z tej serii posiadają port IrDA umożliwiający komunikację dwóch takich samych urządzeń oraz dotykowy wyświetlacz (zamiast przycisków), który niestety łatwo zepsuć.
- Littlest Pet Shop – opiekujemy się wirtualnym zwierzątkiem, w każdej zabawce innym. Zwierzaki mogą się odwiedzać.
- Multipets – gry z tej serii posiadają od trzech do pięciu przycisków. Można wybrać jedną z wielu postaci, którą ma się ochotę wychować, jednakże zwierzątka różnią się jedynie wyglądem i, w niektórych wersjach, mają dedykowany pokarm. Opieka nad każdym z nich jest w danej grze identyczna.
- My Sweet Puppy – gra z czterema przyciskami, polegająca na opiekowaniu się psem.
- Pixel Chix – zabawka przeznaczona głównie dla dziewcząt, w której opiekujemy się jedną z trzech postaci. Akcja gry rozgrywa się w domku. Do wyboru jest wiele interakcji, np. ubieranie bohaterki, jedzenie, granie w gry czy randkowanie. Dostępne są także nowe wersje w formie samochodu lub telewizora.
- JD (JiDan) – Pięć wersji (JD, JD v2, JD v3, JD v4, JD v5).